# 北环路街道 (秦皇岛市)
北环路街道，是中华人民共和国河北省秦皇岛市海港区下辖的一个乡镇级行政单位。

## 行政区划
北环路街道下辖以下地区：
新世纪社区、玉峰里社区、建新里社区、军工里社区、迎秋西里社区和文博城社区。